# Guerre de Succession de Bourgogne
Ne pas confondre avec Succession de Bourgogne de 1032 à 1034 ni avec Guerre de succession au duché de Bourgogne (1003-1005)
Batailles
Siège de Vesoul (1477), Bataille du pont d'Émagny (1477), Siège de Gray (1477), Siège de Dole (1477), Bataille de Guinegatte (1479), Siège de Dole (1479), Siège de Vesoul (1479)
La guerre de Succession de Bourgogne (1477-1482) est une guerre entre le roi de France Louis XI et la duchesse Marie de Bourgogne, fille de Charles le Téméraire, mort le 5 janvier 1477.
Louis XI lance immédiatement une offensive sur le duché et sur le comté de Bourgogne. À la suite du mariage de Marie de Bourgogne avec Maximilien d'Autriche (août 1477), membre éminent de la maison de Habsbourg, la guerre s'étend aux Pays-Bas bourguignons.
Au terme de cinq ans de guerre, Louis XI impose à Maximilien, veuf de Marie depuis mars 1482, le traité d'Arras (décembre 1482), très favorable à la France, qui sera cependant corrigé sous le règne de Charles VIII par le traité de Senlis (1493).

## Contexte

### Lamaison de Valois-Bourgogne
- Une branche cadette de la maison de Valois, qui règne sur la France depuis 1328 : les ducs de Bourgogne de cette période sont cousins des rois de France, tous descendants du roi Jean le Bon
- Les ducs de Bourgogne : Philippe le Hardi, Jean sans Peur (1371-1419), Philippe le Bon (1396-1467), Charles le Téméraire (1433-1477), Marie de Bourgogne (1456-1482), Philippe le Beau (1479-1506 ; régent : Maximilien d'Autriche) ; Charles de Habsbourg (1500-1558), le futur Charles Quint
- L'État bourguignon, une puissance à cheval sur la France et sur l'Empire : les Pays de par delà (les Bourgogne) et les Pays de par deçà (Pays-Bas bourguignons)

### Louis XI et Charles le Téméraire
- Conflit ancien entre Louis XI et Charles le Téméraire, encore prince héritier de Bourgogne : guerre du Bien public (1465).
- Traité de Péronne (1468) : Louis XI humilié.
- Reprise de la guerre et siège d’Amiens (1471) ; siège de Beauvais (1472)
- Conquête et ravage de la Picardie face à l'invasion d'Edouard IV d'Angleterre allié à Charles le Téméraire (1475)

### Les guerres de Bourgogne et la mort de Charles
- Guerres de Bourgogne entre Charles et les cantons suisses, soutenus par Louis XI
- Attaque de Charles contre la Lorraine ; mort lors de la bataille de Nancy.

Charles le Téméraire mort, Louis XI prend prétexte du défaut de lignée masculine à la succession du fief et de son souci de préserver les droits de la duchesse héritière (encore célibataire) dont il est le parrain pour lancer l'armée française vers la Bourgogne et la Picardie.

## La guerre de Succession de Bourgogne

### La première campagne (janvier 1477)
L'armée française, commandée par Georges de La Trémoille atteint très vite Dijon et occupe le duché de Bourgogne, puis envahit le comté, qui devient le principal théâtre d'opérations. 
Dans le même temps, Louis XI envoie son grand maître des arbalétriers Jean d'Estouteville, s'emparer des dernières villes de la Somme sous contrôle bourguignon en Basse-Picardie. Il entre dans Abbeville le 17 janvier 1477 accueilli par la population mais il doit négocier le départ de la garnison flamande qui occupe le château. Il soumet peu après Le Crotoy, Rue puis Montreuil. La Haute-Picardie se soumet également grâce au ralliement de Philippe de Crèvecœur, ainsi les villes de Péronne, de Bohain et de Saint-Quentin passent sous l'autorité du roi.
En quelques jours, la Bourgogne et la Picardie sont définitivement rattachées au domaine royal et le comté d'Eu, que Charles le Téméraire venait d'acheter à son cousin Jean de Bourgogne, est également annexé. Louis XI souhaite alors continuer son expansion dans le comté de Bourgogne et en Artois, qui reconnaissent Marie de Bourgogne comme leur suzeraine légitime.

#### Controverse juridique entre Louis XI et Marie de Bourgogne

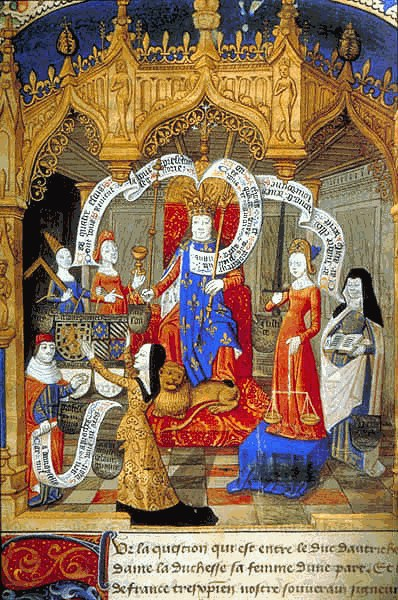
Entouré des quatre vertus (Droiture, Raison, Justice et Vérité), Louis XI fait valoir ses droits sur le duché de Bourgogne, entre autres possessions du défunt duc Charles le Téméraire.
Guillaume Cousinot, Mémoire par lequel sont établis les droits de Louis XI, comme roi de France, sur les duché et comté de Bourgogne, comtés de Mâcon et d'Auxerre, comté d'Artois, contre les prétentions opposées de Maximilien d'Autriche, agissant au nom de sa femme Marie de Bourgogne, fille et héritière de Charles le Téméraire, duc de Bourgogne, Paris, BnF, département des manuscrits, ms. Français 5079,, XVe siècle.

Charles d’Amboise entre le 12 janvier à Dijon et publie les lettres du roi datées du 5, rappelant aux habitants que le duché de Bourgogne fait partie du royaume de France.
Marie de Bourgogne réplique en écrivant aux habitants du duché le 23 janvier 1477 qu’elle n’a pas besoin de protection et que le duché n'est pas un apanage, s'appuyant sur le texte des lettres d'inféodation de 1363.
Pour légitimer le coup de force royal, les gens du roi opposaient que le duché avait été par deux fois donné à un fils de France par les rois Robert II puis Jean II. Certes, le roi Jean II avait hérité du duché de Bourgogne à la mort de Philippe de Rouvre en 1361 comme plus proche parent de celui-ci : par sa mère, Jeanne de Bourgogne, Jean II était son cousin. Mais même s'il s’agissait d’un héritage plutôt que d'un retour au domaine après une déshérence, la Bourgogne était bien à ce moment entrée dans le domaine royal. En concédant deux ans plus tard le duché à son fils Philippe, le roi prenait bien sur le domaine royal. Il ne pouvait, d'après eux, s'agir que d'une constitution d'apanage, même si le mot d'apanage ne figure jamais dans les lettres de 1363. Or, les concessions d’apanage avaient, à partir de 1314 et tout au long du XIVe siècle, été faites sans qu’on tînt compte des filles.
Marie rappela également que les acquisitions de ses prédécesseurs, l’Auxerrois, le Charolais, le Mâconnais, n’avaient pas été à charge de succession masculine. Les Bourguignons, cependant satisfaits des annonces du roi qui proclamait une amnistie et l’abolition des impôts créés par le Téméraire, se déclarèrent fidèles sujets du roi. Le roi eut la grande habileté d’ajouter à ce qu’il avait promis en créant le 18 mars 1477 un parlement de Bourgogne. Il y eut bien une révolte en 1477 mais elle fut écrasée brutalement par La Trémoille.

### La révolte du comté de Bourgogne
Le comté, terre d'Empire, n'est pas concerné par les relations féodales entre Louis XI et la maison de Bourgogne, cependant plusieurs villes comtoises sont conquises par les troupes françaises et le 18 février, les États du comté font leur soumission au roi de France, contre l'avis d'une partie de la population.
L'installation d'une garnison française à Dole, la capitale (Besançon étant une ville libre impériale) suscite une révolte victorieuse, et assez vite le comté entier est en rébellion contre l'occupation française. Dès le mois suivant, Vesoul chasse les occupants, ce qui les force à quitter provisoirement le comté, afin d'adapter une nouvelle stratégie d'occupation.

### Le mariage de Marie

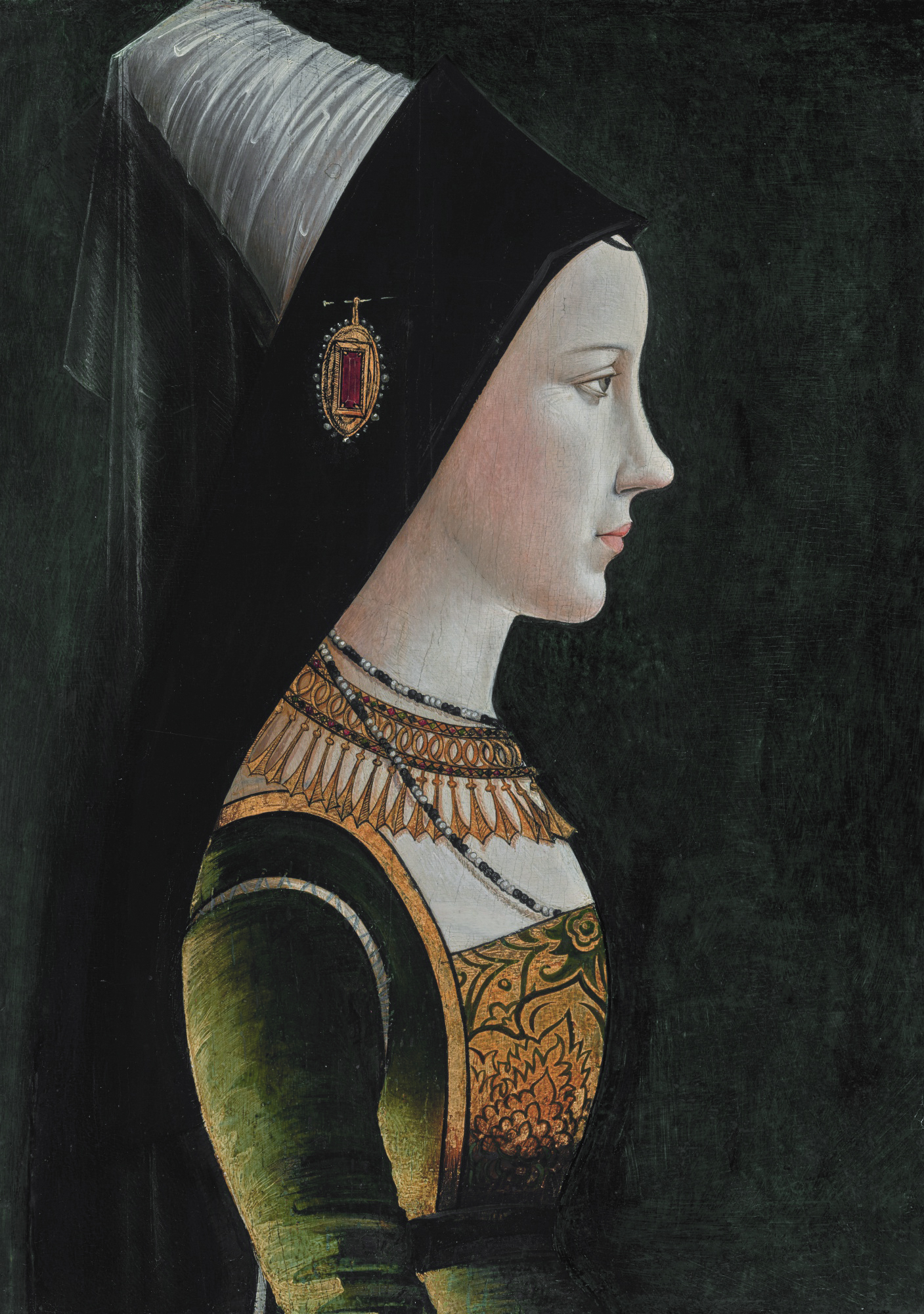
La duchesse Marie de Bourgogne.

#### Projet de mariage avec le dauphin de France
Le 2 février 1477, Philippe de Commynes fit part au roi de sa crainte de ce que chercher à s’emparer militairement des territoires du duc de Bourgogne pouvait être hâtif et malavisé. Il conseilla au roi de tout faire pour obtenir la main de Marie pour son fils. Ainsi, la France pourrait absorber sans difficulté l'ensemble des États réunis par les ducs de Bourgogne : le royaume aurait annexé de fait de nombreuses et très riches terres d'Empire (Hainaut, Brabant, Hollande, Zélande, Luxembourg, etc.) comme autrefois le Dauphiné. Le roi ne fut pas satisfait des propos de son conseiller et il l'envoya dans le Poitou pour surveiller le duc de Bretagne.
En fait, du vivant de Charles le Téméraire, Louis XI envisageait de marier Marie de Bourgogne, à son fils le dauphin Charles et il n'avait pas abandonné cette idée. Cependant, il devait prendre en compte les inconvénients qu'impliquait une stratégie uniquement diplomatique :
1. une politique d’amitié et conciliation pouvait permettre aux dirigeants bourguignons de se ressaisir et donner la possibilité à la principauté de se reconstituer et de retrouver sa puissance[9] et elle pouvait très bien ne pas déboucher sur le mariage attendu ;
2. le dauphin était fiancé avec Élisabeth d’York ; certes Louis accepta de revenir sur cet engagement en 1482 mais la situation de l’Angleterre était bien différente à cette date de ce qu’elle était en 1477 : que Louis XI eût soigneusement évité de jamais demander publiquement la main de Marie semble impliquer qu’il avait conscience qu’un contrat unissant son fils à Marie risquerait de l’entraîner dans une guerre avec les Anglais car ce projet signifiait l’abandon du mariage du dauphin avec Élisabeth d’York, clause du traité de Picquigny[10]
3. tout miser sur la diplomatie et un mariage n'avait aucune garantie de réussite : Marie pouvait très bien refuser d'épouser un enfant de sept ans, de treize ans son cadet, et les dirigeants flamands qui tenaient Marie n'avaient pas nécessairement envie de se placer sous la souveraineté effective du roi de France.

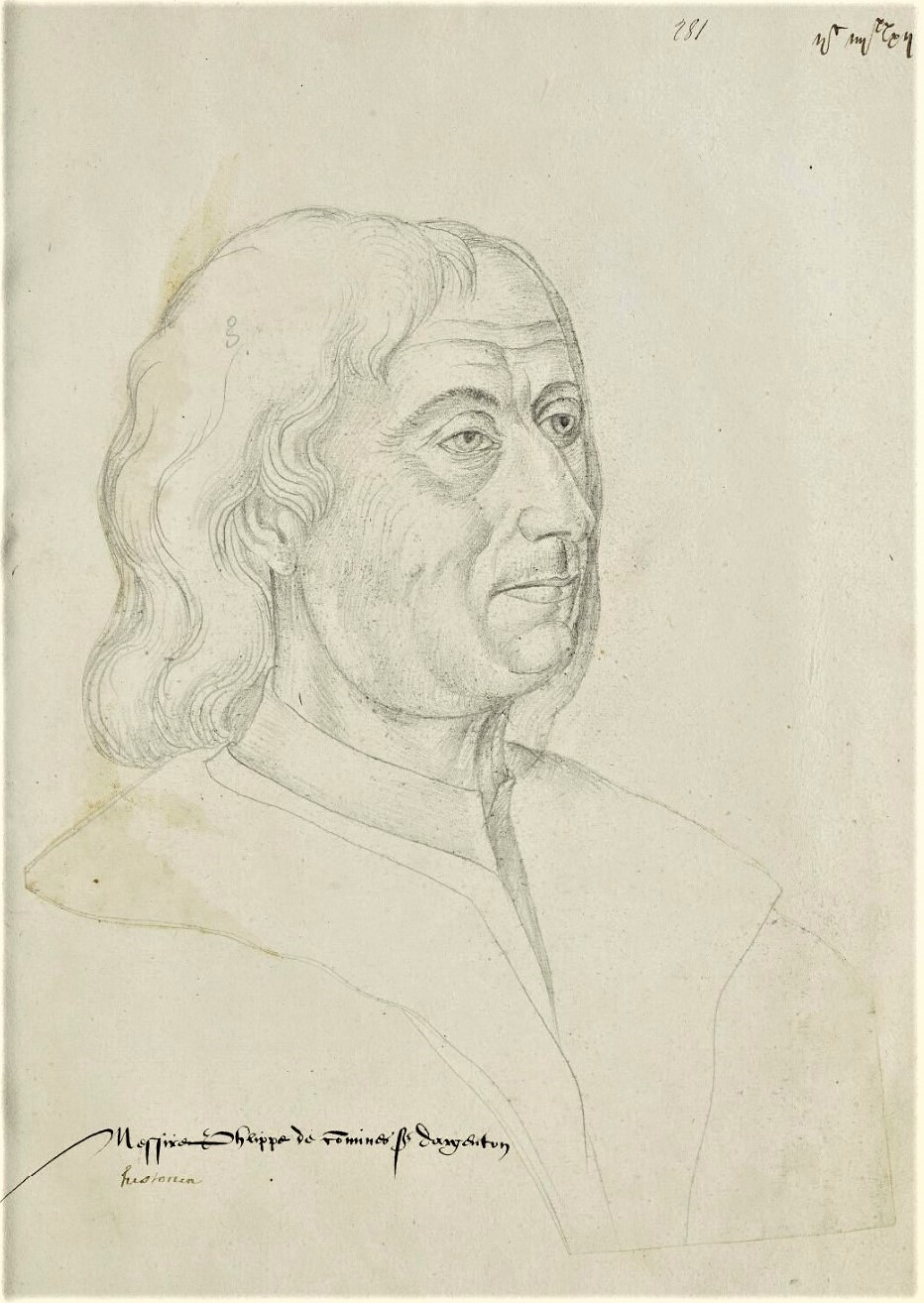
Philippe de Commynes.

Dans son récit, rédigé douze ans après les faits, Philippe de Commynes ne prend pas en compte ces éléments. Mais il reste néanmoins prudent sur ce qu'il aurait convenu de faire : « Toutefois le (bon) sens de notre roi était si grand que moi ni les autres n’eussions su voir si clair en ses affaires, comme lui-même faisait ; car sans nul doute, il était un des plus sages hommes, et des plus subtils, qui aient régné en son temps. Mais en ces grandes matières, Dieu dispose les cœurs des rois et des grands princes (lesquels il tient dans sa main) à prendre les voies selon les œuvres qu’il veut conduire après… Je n’entends point blâmer notre roi, pour dire qu’il a failli dans cette matière ; car par aventure, d’autres qui savaient et qui connaissaient mieux que moi seraient et étaient de l’avis qu’il était. »

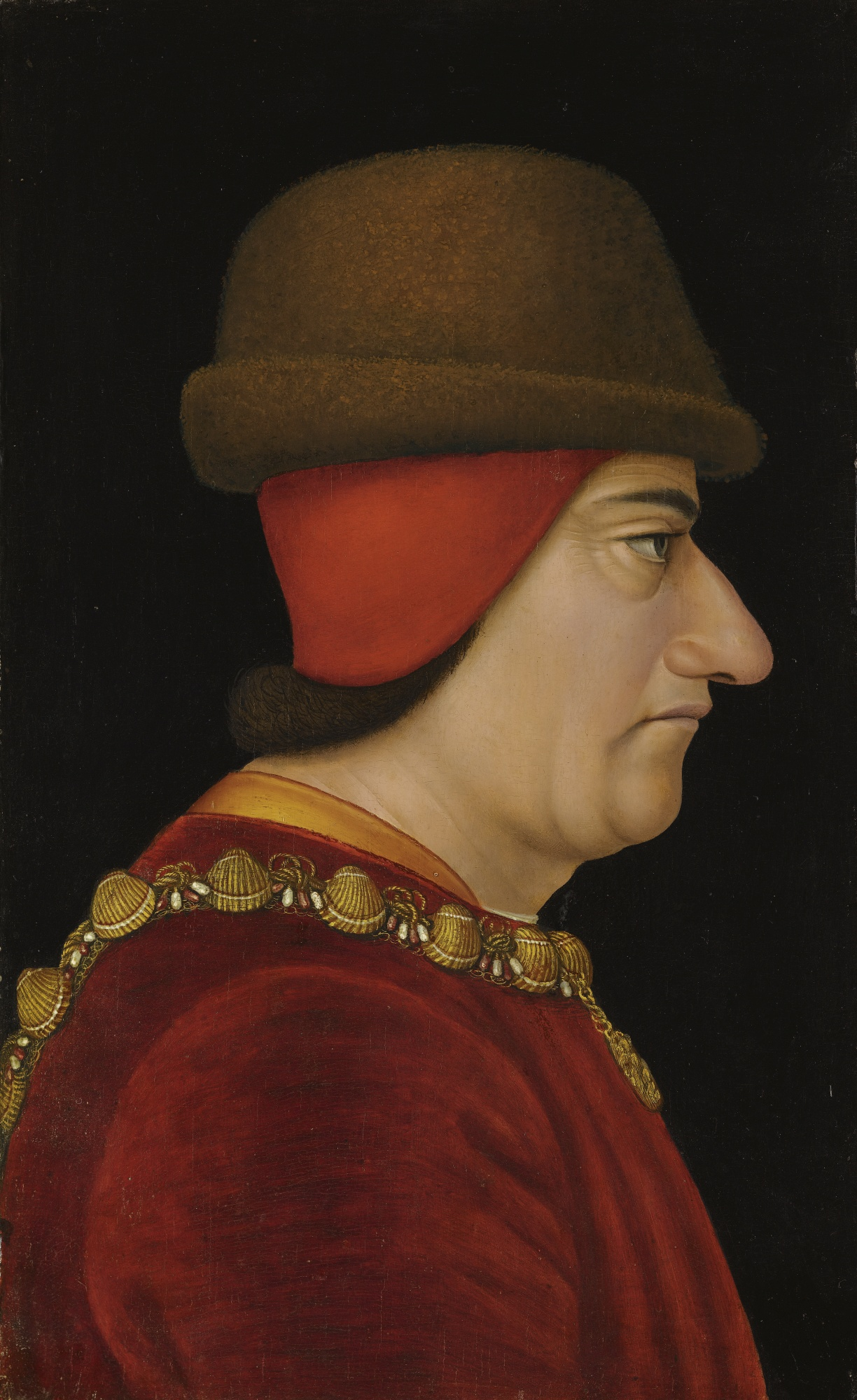
Louis XI.

Quoi qu'il en soit, Louis XI essaya quand même de faire aboutir le mariage de son fils et de la fille de son ennemi. À cette fin, Louis XI envoya des ambassadeurs à Gand chargés de les circonvenir : les voulant discrets, il les choisit parmi les plus modestes de son entourage. Olivier Le Daim fut envoyé auprès de Marie, tenue presque captive dans son château de Gand par les Gantois qui voulaient la convocation des états généraux de Flandre et la restauration de leurs privilèges. Olivier fut mal reçu, ne parvint pas à obtenir la soumission de Gand et il quitta la ville alors qu’on parlait de le jeter dans la rivière. La cour de Marie envoya alors une ambassade composée du chancelier Guillaume Hugonet et de Guy de Humbercourt : favorables au mariage avec le dauphin, les deux principaux conseillers de Marie évoquèrent celui-ci. Hugonet et Humbercourt donnèrent même carte blanche au roi pour s’emparer de l’Artois et de fait, les troupes du roi qui s'étaient emparées de la Picardie n'eurent pas de difficulté à prendre l'Artois. Ainsi, le roi fit son entrée à Arras le 4 mars 1477. Le roi reçut dans cette ville une délégation mandatée par les états de Flandre à laquelle il déclara qu’il souhaitait marier son fils à Marie à condition que celle-ci se plaçât sous sa protection. Contrairement aux conseillers de Marie, les délégués trouvèrent cette proposition inconcevable.

#### La crise flamande
Le roi tenta d’exploiter la mésentente qui existait entre les Flamands et la cour de Marie de façon à s’assurer l’appui de celui des deux partis qui se tournerait vers lui. Lorsque ses conseillers exhibèrent une lettre où l’héritière déclarait vouloir que toutes ses affaires fussent dirigées par Hugonet, Humbercourt et deux autres de ses intimes, les ambassadeurs flamands qui prétendaient que les états généraux détenaient le pouvoir suprême se mirent en colère et ils quittèrent Arras le 9 mars 1477. Revenus à Gand, les envoyés traitèrent la duchesse de menteuse qui dut s'excuser. Les Gantois se révoltèrent à nouveau, se saisirent d’Hugonet et Humbercourt qu’ils accusèrent d’avoir livré l’Artois et d’avoir accepté les dons du roi et ils les firent décapiter le 3 avril 1477. Le roi condamna cette exécution et prit les familles des deux hommes sous sa protection.

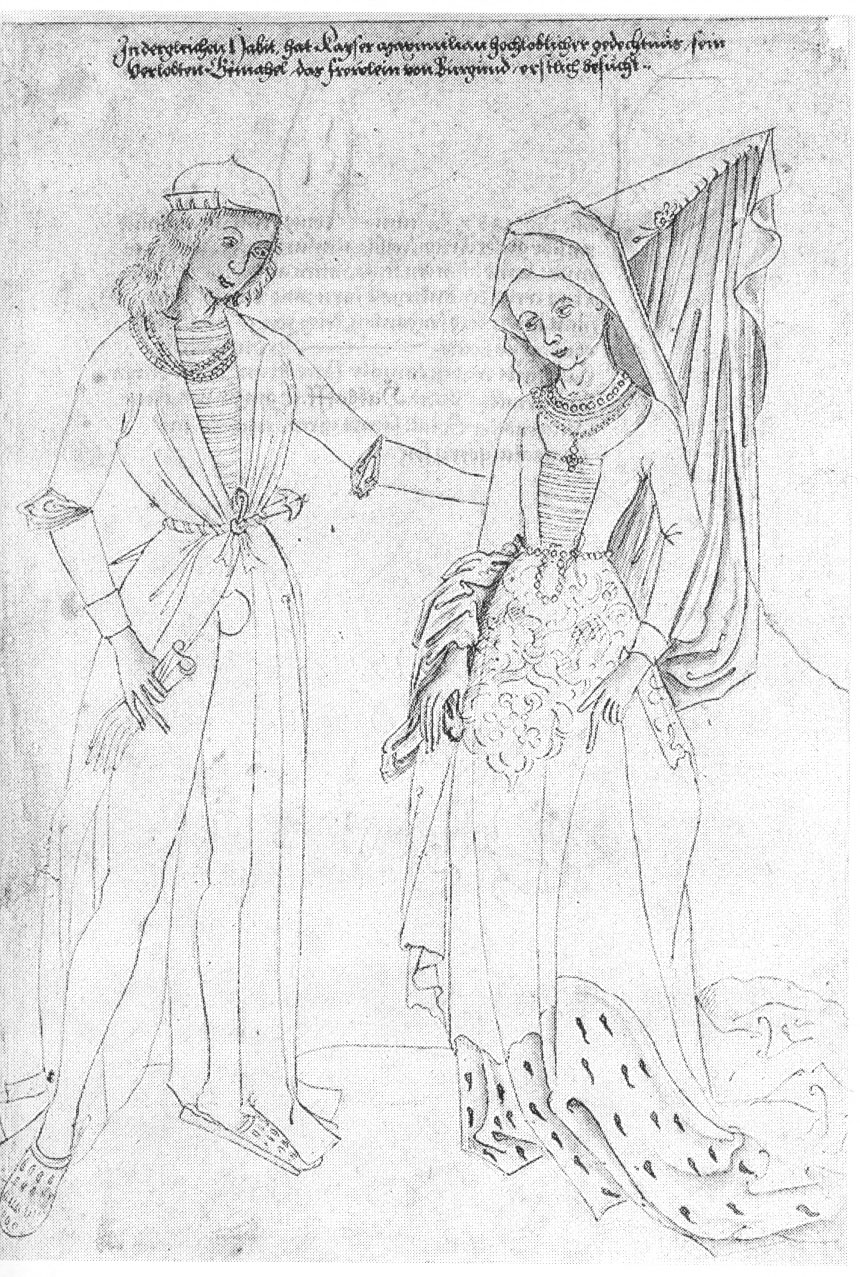
Maximilien et Marie de Bourgogne.

La mort d’Hugonet et Humbercourt et le fait que la duchesse Marguerite d'York ait éloigné de la cour le prince-évêque de Liège avaient décapité le parti favorable au mariage français. Entre-temps au duché de Gueldre, il y eut une révolte contre Marie, mais aux rebelles manquait leur chef : l'héritier, Adolphe de Gueldre, était en effet en captivité en Flandre. Marie fit libérer Adolphe en lui demandant de commander l'armée contre les Français et d'arrêter l'insurrection en Gueldre en lui laissant entendre qu'elle pourrait l'épouser. Cependant, Adolphe périt au cours du siège de Tournai (1477), empêchant la réalisation de ce projet.

#### Mariage avec l'archiduc Maximilien (avril 1477)
La duchesse douairière n'ayant pas non plus réussi à faire accepter l'idée d'un mariage avec un prince anglais, on ranima le projet du mariage de Marie et de Maximilien, fils de l’empereur Frédéric III dont on ne parlait plus beaucoup depuis l’échec des négociations de Trèves en 1473. Louis XI fit valoir auprès des princes allemands qu’ils avaient tout à craindre d’un renforcement du pouvoir des Habsbourg mais leur assentiment n’était pas nécessaire. Le 21 avril 1477, on mariait les deux jeunes gens par procuration et le 21 août on les mariait à Gand.

### Reprise de la guerre

#### En comté Bourgogne
Après avoir repoussé les Français à Vesoul, les Comtois sont vaincus par La Trémoille au pont d'Emagny (25 juin). Cette victoire apporte peu aux Français puisqu'ils sont obligés d'abandonner leur position pour réprimer les révoltes naissantes dans le duché de Bourgogne. La Trémoille revient dans le comté un mois plus tard et assiège la ville de Dole, capitale comtoise. La ville de Gray se débarrasse de sa garnison française la nuit entre le 4 et le 5 octobre. Puis, quelques jours après, Dole repousse elle aussi les troupes françaises, qui sont forcées de fuir le territoire comtois.

#### La campagne de 1477 en Artois
Louis XI lance aussi une offensive vers le comté de Hainaut (Mons, Valenciennes), menant lui-même ses troupes au combat.
Parallèlement, il entame une procédure féodale contre Charles le Téméraire pour crime de félonie. Est retenue en premier la violation par le duc de Bourgogne du sauf-conduit donné à Louis XI avant l’entrevue de Péronne en 1468. Le Parlement de Paris déclare Charles félon et déchu de ses fiefs français.
Louis XI s'empare en premier lieu de l'Artois, fief français des ducs de Bourgogne. La ville d'Arras tente de se rapprocher de Marie, mais ses délégués sont interceptés et décapités comme parjures. Arras se révolte alors, puis se soumet en mai 1477. Louis interrompit sa campagne de Hainaut et prit le commandement d’une armée destinée à soumettre la Flandre, terre du royaume. Cependant, le 8 septembre 1477, Louis XI concluait une trêve avec Maximilien.

#### Les campagnes de 1478-1479
Malgré une nouvelle campagne en 1478, Louis XI constata qu’il ne pourrait s’emparer de toutes les possessions du Téméraire. Quant à Maximilien, il était le prince le plus endetté d’Europe. Dans l'optique de négociations, le roi de France accepta d’évacuer une partie de ce qu’il avait conquis en Hainaut (Cambrai, Le Quesnoy, Bouchain). Maximilien ne refusait pas de céder ce qu’il disait avoir de droits sur la Bourgogne, l’Artois, Boulogne, Lille, Douai, Orchies et Saint-Omer. Une nouvelle trêve fut conclue pour un an à compter du 11 juillet 1478.
À l’expiration de la trêve, en juillet 1479, Louis XI refusa de la renouveler et la guerre reprit en Artois. Maximilien assiégea Thérouanne et la bataille de Guinegatte, le 7 août 1479 fut une victoire pour ce dernier même s’il ne put l’exploiter : il avait perdu autant sinon plus d’hommes que le vaincu et ne pouvait occuper Arras ou Thérouanne.

#### Le blocus des Pays-Bas
Louis XI entreprit alors un blocus contre les Pays-Bas qui eut des conséquences économiques désastreuses pour les États de Marie. Maximilien et la duchesse douairière espérèrent le soutien militaire et économique du roi d’Angleterre, Édouard IV, mais celui-ci n’était pas en mesure de l’apporter et l'argent français ainsi que l'espoir de marier sa fille au dauphin le dissuadaient de rien entreprendre contre Louis XI.

## Le traité d'Arras (1482)
Louis XI fit alors des ouvertures et projeta de marier son fils, le dauphin Charles, à la fille de Marie et Maximilien, Marguerite de Bourgogne, née le 10 janvier 1480. Le 21 août 1480, une nouvelle trêve était conclue. Celle-ci dura jusqu’en juin 1482. Des négociations s’engagèrent à Arras : le roi les suivait quotidiennement depuis Tours.

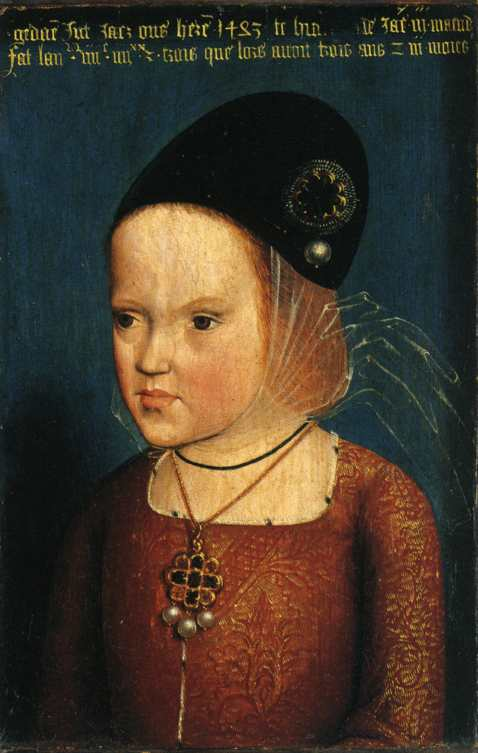
Marguerite de Bourgogne enfant.

Marie de Bourgogne mourut d’une chute de cheval le 27 mars 1482. Affaibli politiquement et affectivement par cette mort, Maximilien qui n'avait pas de légitimité propre dans les Pays-Bas fut sommé en avril par les états de Flandre, Hainaut, Brabant et Hollande de négocier. Les états de Flandre étaient soucieux de réduire l’autorité de Maximilien et prêts à abandonner l’Artois au roi. Philippe de Commynes les crédite même d’avoir été prêts à céder au roi « tous les sujets de cette maison qui sont de langue française », à savoir également le Hainaut et Namur. Le 28 juillet 1482, à la suite de la chute d’Aire, le roi de France s’empara à nouveau de la totalité de l’Artois.
Maximilien accepta finalement que le duché de Bourgogne, le comté de Boulogne et les villes de la Somme (la Picardie) ne fussent pas mentionnés dans le traité. Il accepta également que l’accord ne mentionnât pas le droit des femmes.
Le traité d'Arras fut signé le 23 décembre 1482 et juré par le roi en janvier 1483 au Plessis,. Dans tout le royaume, on alluma des feux de joie. Louis et Maximilien se partageaient l’héritage de Marie de Bourgogne. Le printemps de 1483 consacra la victoire de Louis XI qui cessa d'ailleurs de verser sa pension au roi d’Angleterre à sa grande fureur ; cette pension était destinée à gagner du temps et à tenir éloignés les Anglais des négociations.
Le dauphin épouserait Marguerite et celle-ci serait élevée en France. Elle apportait une dot qui dépassait de loin les usages et qui correspondaient à l'ensemble des terres bourguignonnes occupées par la France. Passaient ainsi officiellement et immédiatement sous administration française :
- le comté d'Artois ;
- le comté d'Auxerre ;
- le comté de Bourgogne (ou Franche-Comté) ;
- le comté de Charolais ;
- le comté de Mâcon ;
- la châtellenie de Bar-sur-Seine ;
- les seigneuries de Château-Chinon, de Chaussin, de Laperrière, de Noyers et de Salins.

Le reste des Flandres, duchés de Brabant, de Limbourg, de Luxembourg, comtés de Flandre, de Hainaut, de Namur, de Hollande et de Zélande, sont garantis à l'archiduc Philippe, à condition toutefois que ce dernier fasse hommage au roi de France pour le comté de Flandre, fief mouvant de la couronne. Le roi rappelle enfin son droit à racheter la Flandre gallicante (villes et châtellenies de Lille, Douai et Orchies, ainsi que le Tournaisis), en vertu d'actes contestables datant du mariage de Philippe le Hardi.
Si toutefois le mariage devait être annulé avant la majorité des époux par la France, ou si le couple devait rester sans enfants, il est prévu que la dot de Marguerite ferait retour à son frère Philippe ou à ses descendants, sous réserve, encore une fois, de l'hommage au roi de France pour les terres mouvantes de la couronne. Inversement, si le frère de Marguerite, Philippe le Beau mourrait, l'ensemble des Pays-Bas passeraient à la souveraineté française.

## Du traité d'Arras au traité de Senlis
Louis XI fit alors des ouvertures et projeta de marier son fils, le dauphin Charles. Apprenant que Maximilien d'Autriche avait l'intention d'épouser Anne de Bretagne, une manœuvre politique dirigée directement contre lui, Charles VIII le devança et renvoya son ancienne fiancée Marguerite d'Autriche, remise à la cour de France alors qu'elle avait deux ans. Selon le traité d'Arras, Maximilien devait recouvrer, au nom de son fils l'archiduc Philippe, encore mineur, l'ensemble de la dot de Marguerite.

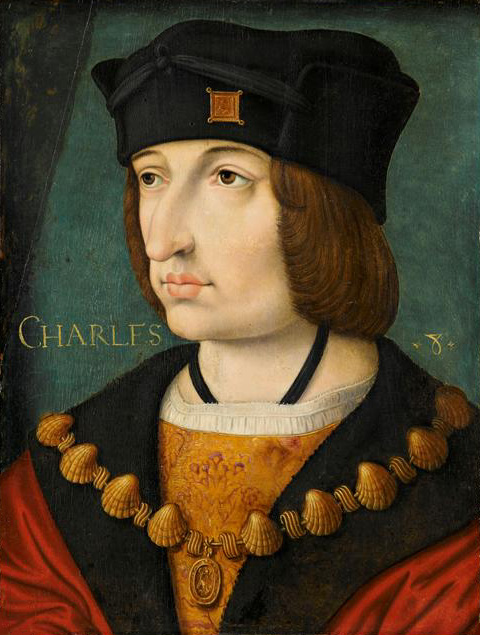
Charles VIII (roi de France).

Le traité de Senlis fut conclu le 23 mai 1493 pour tirer les conséquences du renvoi de Marguerite. Celle-ci fut renvoyée à son père mais avec une dot amputée : elle ne conservait que l'Artois, le comté de Bourgogne (Franche-Comté), le Charolais et une partie des seigneuries annexes du duché de Bourgogne (Noyers, Château-Chinon, Chaussin et Laperrière). Ces terres devaient être rétrocédées à son frère, sous réserve de l'hommage au roi de France pour  les fiefs mouvants de couronne. Marguerite conserva en fait les biens résiduels de sa dot à titre viager pour assurer ses revenus.
Les comtés d'Auxerre et de Mâcon, ainsi que la seigneurie de Bar-sur-Seine restèrent temporairement à la France, dans l'attente d'un arbitrage ultérieur, qui les attribua au domaine royal.
Enfin, la frontière orientale du royaume fut révisée et déportée pour la première fois depuis le traité de Verdun de la Saône : l'ensemble du duché de Bourgogne était désormais compris dans le royaume, jusqu'à la frontière du comté de Bourgogne. Le particularisme du comté d'Auxonne (partie du duché de Bourgogne sise dans l'Empire) était donc supprimé.